# Farbrengen
Un Farbrengen est un rassemblement au cours duquel les Hassidim recherchent l'élévation morale. C'est un moment d'échange où il est possible de puiser l'inspiration pour le service de Dieu, de rapprocher les cœurs, de souligner l'importance de l'action concrète.
Selon les termes du Rabbi Rayats, un Farbrengen a pour but de « rincer les yeux par les pleurs de la méditation ».
Entre les Maamarim qui y sont prononcés, les chants hassidiques (Nigounim) qui permettent d'éveiller l'émotion ou d'exprimer sa joie, en levant un verre pour dire L'Chaim, le Farbrengen révèle ce qui est caché au fond de l'âme. Il est source de renforcement et suscite en chacun des convives le désir de prendre de bonnes résolutions.
Lorsque les chants s'apaisent et laissent place aux discours, même pour ceux qui n'auront pas la chance d'en comprendre tous les sens, les yeux sont parfois, plus que les oreilles, les portes de l'esprit…
Lorsque les Juifs s'unissent, s'aiment et se réjouissent, ils reçoivent les bénédictions les plus considérables, en particulier celle qui, à l'heure actuelle, est la plus fondamentale, la Délivrance future.